# Nikefor Komnen (brat Aleksija I.)
Nikefor Komnen (grčki Νικηφόρος Κομνηνός) (oko 1062. – nakon 1136.) bio je bizantski plemić i službenik. Njegovi roditelji bili su gospa Ana Dalasena i plemić Ivan Komnen; Nikefor je bio njihovo najmlađe dijete te brat cara Aleksija I. Komnena. Aleksije je ušao u vojnu službu, dok su Nikefor i njegov drugi brat Adrijan ostali pod zaštitom svoje majke (prema Nikeforu Brijeniju Mlađem), koja im je pružila dobo obrazovanje. Kad je Aleksije došao na prijestolje, svoje je rođake uzdigao na visoke položaje te je tako Nikefora učinio sebastosom.

## Brak
Ime Nikeforove supruge je nepoznato. Imali su kćer nepoznata imena i sina Aleksija, koji je također bio sebastos. Kći se udala za Grgura Pakourianosa Mlađeg.